# Thatbinnyu-Tempel
Koordinaten: 21° 10′ 8″ N, 94° 51′ 49″ O
Der Thatbinnyu-Tempel in Alt-Bagan wurde wahrscheinlich unter König Alaungsithu 1144 eingeweiht und markiert den Beginn der mittleren Bauperiode in Bagan.
Der Tempel ist 61 m hoch und damit das höchste Gebäude in Bagan. Der Baukörper besteht aus zwei übereinander gesetzten Quadern mit je zwei Stockwerken. Auf beiden Quadern sitzen jeweils drei zurücktretende Terrassen, deren Eckpunkte mit kleinen Stupas verziert sind. Den oberen Abschluss bildet ein Shikhara. Im Osten ist beiden Quadern eine Eingangshalle vorgesetzt.
Die Umgänge in den beiden unteren Stockwerken, deren Zentrum massiv ist, dienten als Unterkünfte für Mönche. In der Mitte des dritten Stockwerks findet sich das Sanktuarium mit einem großen sitzenden Buddha, im vierten Stock wurden Bücher und sakrale Gegenstände verwahrt.

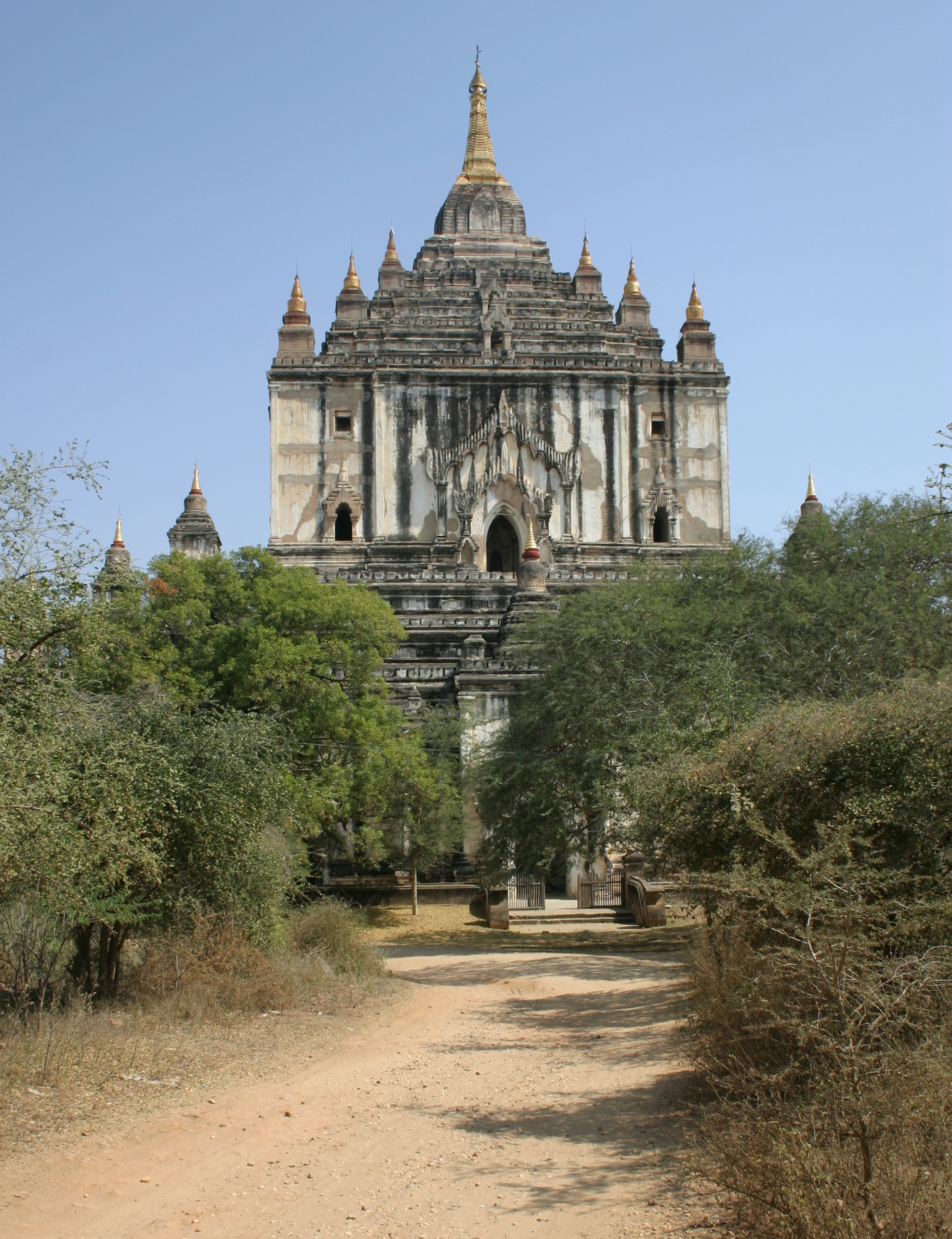
Thatbinnyu-Tempel in Bagan (Myanmar)
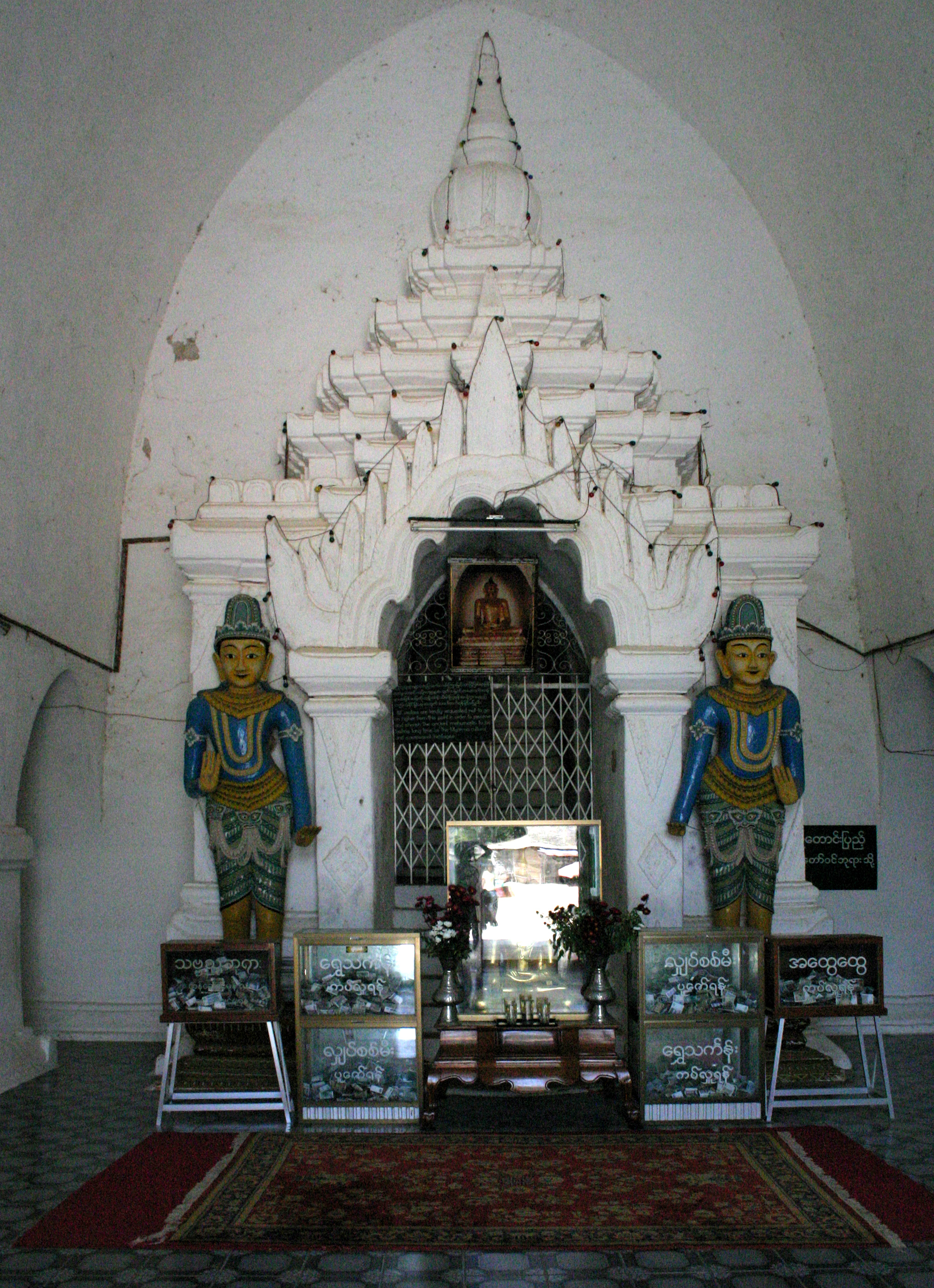
Eingangshalle mit Buddha, Tempelwächtern und Opferstöcken
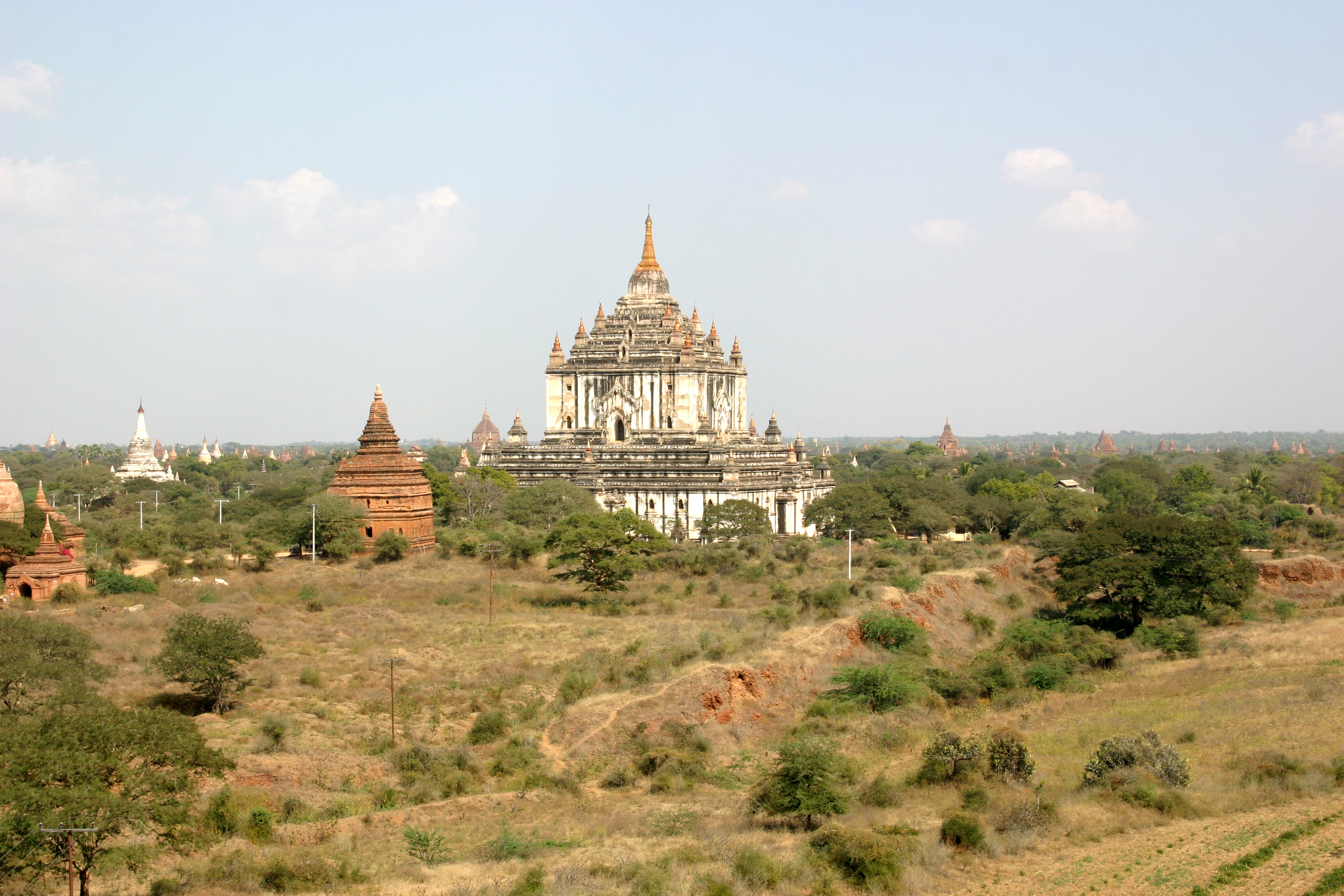
Thatbinnyu-Tempel und Umgebung